# 酒井光次郎
酒井 光次郎（さかい みつじろう、1968年1月31日 - ）は、大阪府枚方市出身の元プロ野球選手（投手）・コーチ。

## 経歴
小学3年の時に野球を始め、中学では一塁手としてプレーする。
松山商業で投手に転向し、2年次の1984年にエースとして甲子園春夏連続出場を果たす。春の選抜は1回戦で、エース石田文樹を温存した取手二高に先取点を許し、一度は追いつくが打ち込まれ大敗。夏の選手権は準々決勝に進み、同学年2年生のKKコンビらがいるPL学園高に1-2で惜敗した。3年次の1985年夏は愛媛大会準決勝で、西条高の黒子孝善（後に亜大）に完封を喫する。
高校卒業後は1986年に近畿大学商経学部へ進学し、関西学生野球リーグでは2年次の1987年春季リーグから6季連続優勝を経験した。3年次の1988年春季リーグから4季連続ベストナインを受賞し、連続無失点（1989年春季〜秋季）45回の連盟記録を樹立している。1988年の大学野球選手権では決勝で上岡良一を擁する東北福祉大を降してチーム初優勝を飾る。4年次の1989年大学野球選手権も決勝で岡林洋一を擁する専大を破り、選手権2連覇を達成した。同年の明治神宮大会も決勝で立大を降し大会初優勝。リーグ通算41試合登板、19勝2敗、防御率1.11。大学同期に内匠政博がいる。
同年のドラフトで野茂英雄の抽選に外れた日本ハムファイターズから1位指名を受けて入団。
1990年からスローカーブを武器に3完封を含む10勝を挙げ、規定投球回（7位、防御率3.46）にも達する。規定投球回に到達した投手の中では、左打者に対する被打率が最も低かった。野茂の大活躍のために新人王は獲得できなかったが、潮崎哲也と共にリーグ特別表彰を受けた。
1991年も先発として6勝を挙げたが、新人時代からほぼ毎回バッテリーを組んでいた若菜嘉晴が引退した前後から先発としては安定した成績を残せなくなった。
1993年からは中継ぎに転向。2年続けて40試合以上に登板するが、左足首や腰の故障の影響もあって打ち込まれる局面も多く、1994年オフには左足首を手術した。
再起を期した1995年の開幕直前に重度のヘルニアを発症すると、以後は登板機会がほとんどなかった。
1996年オフに阪神タイガースへ移籍する。
1997年は1試合のみの登板に終わり、同年限りで現役を引退。
引退後は台湾に渡り、台湾アマチュア野球協会専属コーチとなる。チャイニーズタイペイ代表（1998年 - 2004年）→中華職棒・統一（2005年 - 2007年）で投手コーチを歴任し、帰国後は横浜のスカウト（2008年 - 2009年）→スコアラー（2010年）、BCリーグ・信濃投手コーチ（2011年）、日本生命の投手コーチ（2012年 - 2021年）→アドバイザー（2022年 ）を務めた。
日生時代は柿田裕太や吉原正平をNPBへ送り出し、2023年からは再び台湾へ渡り、富邦ガーディアンズ二軍投手コーチに就任。2024年限りで退団した。
2025年1月20日、四国アイランドリーグplusの愛媛マンダリンパイレーツで投手コーチに就任することが発表された。

## 人物
台湾のチームに長く関わっていたことで、中国語を話すことができる。2015年に台湾に渡る機会があったときも、メディアのインタビューに対してほとんど中国語で返答した。

## 詳細情報

### 年度別投手成績
| 年 度     | 球 団     | 登 板 | 先 発 | 完 投 | 完 封 | 無 四 球 | 勝 利 | 敗 戦 | セ 丨 ブ | ホ 丨 ル ド | 勝 率 | 打 者 | 投 球 回 | 被 安 打 | 被 本 塁 打 | 与 四 球 | 敬 遠 | 与 死 球 | 奪 三 振 | 暴 投 | ボ 丨 ク | 失 点 | 自 責 点 | 防 御 率 | W H I P |
| --------- | --------- | ----- | ----- | ----- | ----- | -------- | ----- | ----- | -------- | ----------- | ----- | ----- | -------- | -------- | ----------- | -------- | ----- | -------- | -------- | ----- | -------- | ----- | -------- | -------- | ------- |
| 1990      | 日本ハム  | 27    | 24    | 9     | 3     | 1        | 10    | 10    | 0        | --          | .500  | 702   | 171.2    | 149      | 22          | 54       | 1     | 2        | 103      | 2     | 0        | 68    | 66       | 3.46     | 1.18    |
| 1991      | 日本ハム  | 23    | 22    | 2     | 0     | 0        | 6     | 12    | 0        | --          | .333  | 686   | 157.2    | 163      | 17          | 60       | 4     | 2        | 91       | 7     | 0        | 77    | 65       | 3.71     | 1.41    |
| 1992      | 日本ハム  | 26    | 20    | 2     | 0     | 0        | 4     | 9     | 0        | --          | .308  | 474   | 105.2    | 127      | 16          | 40       | 0     | 2        | 95       | 3     | 1        | 54    | 51       | 4.34     | 1.58    |
| 1993      | 日本ハム  | 46    | 6     | 1     | 1     | 0        | 2     | 4     | 1        | --          | .333  | 345   | 77.2     | 84       | 8           | 32       | 3     | 2        | 66       | 1     | 0        | 46    | 42       | 4.87     | 1.49    |
| 1994      | 日本ハム  | 41    | 1     | 0     | 0     | 0        | 1     | 0     | 0        | --          | 1.000 | 154   | 30.1     | 55       | 3           | 13       | 1     | 1        | 21       | 5     | 0        | 23    | 21       | 6.23     | 2.24    |
| 1996      | 日本ハム  | 7     | 0     | 0     | 0     | 0        | 0     | 1     | 0        | --          | .000  | 41    | 9.1      | 10       | 0           | 5        | 0     | 0        | 4        | 1     | 0        | 3     | 3        | 2.89     | 1.61    |
| 1997      | 阪神      | 1     | 0     | 0     | 0     | 0        | 0     | 0     | 0        | --          | ----  | 5     | 1.0      | 2        | 1           | 1        | 0     | 0        | 0        | 0     | 0        | 2     | 2        | 18.00    | 3.00    |
| 通算：7年 | 通算：7年 | 171   | 73    | 14    | 4     | 1        | 23    | 36    | 1        | --          | .390  | 2407  | 553.1    | 590      | 67          | 205      | 9     | 9        | 380      | 19    | 1        | 273   | 250      | 4.07     | 1.44    |

- 各年度の太字はリーグ最高

### 表彰
- パ・リーグ連盟特別表彰：1回 （新人特別賞：1990年）
- 月間MVP：1回 （1990年8月）

### 記録
- 初登板：1990年4月7日、対西武ライオンズ1回戦（西武ライオンズ球場）、8回裏に2番手として救援登板・完了、1回1失点
- 初奪三振：同上、8回裏に田辺徳雄から
- 初先発・初勝利・初完投勝利：1990年4月30日、対福岡ダイエーホークス6回戦（東京ドーム）、9回1失点
- 初完封勝利：1990年8月5日、対福岡ダイエーホークス16回戦（平和台球場）
- 初セーブ：1993年7月10日、対近鉄バファローズ14回戦（東京ドーム）、7回表1死に3番手として救援登板・完了、2回2/3を無失点

### 背番号
- 14 （1990年 - 1996年）
- 49 （1997年）
- 86 （2005年 - 2006年）
- 80 （2007年、2011年）
- 88 （2023年 - 2024年）